# Friedrich Accum
Friedrich Accum (n. 29 martie 1769,  Bückeburg, Saxonia Inferioară – d. 28 iunie 1838, Berlin) a fost un chimist german, ale cărui merite principale au fost cercetarea în domeniul luminescenței gazelor, depistarea falsificării produselor alimentare și popularizarea chimiei.
În 1755, tatăl lui Accum s-a convertit de la iudaism la protestantism și a luat numele de familie Accum. În ebraică, Accum este un acronim cu semnificație păgână.  
Între anii 1793 și 1821, Accum a trăit la Londra, unde a avut un laborator propriu și unde a făcut o serie de cercetări, stimulat fiind de cercetările lui Frederick Albert Winsor (Friedrich Albrecht Winzer) în domeniul gazelor.
În anul 1810, Accum este însărcinat de "Gaslight and Coke Company" cu cercetări în domeniul fluorescenței gazelor, cercetări care au dus la iluminarea străzilor cu gaz.
În anul 1820 publică tratatul "Treatise on Adulteration of Food", în care descrie acțiunea nocivă a unor substanțe toxice utilizate pe atunci în industria alimentară. Această dezvăluire publică i-a adus în Anglia o serie de dușmani. Din acest motiv s-a mutat în Germania, unde tot restul vieții a predat la Academia de Construcții din Berlin.
1. ↑  Autoritatea BnF, accesat în 10 octombrie 2015